# António Mendonça (piłkarz)
Mendonça, właśc. António Manuel Viana Mendonça (ur. 9 października 1982 w Luandzie) – angolski piłkarz grający na pozycji ofensywnego pomocnika.  Posiada także obywatelstwo portugalskie.

## Kariera klubowa
Piłkarską karierę Mendonça rozpoczął w klubie Primeiro de Agosto. W 1999 roku zadebiutował w jego barwach w lidze angolskiej i wtedy też wywalczył mistrzostwo Angoli. Na początku 2000 roku wyjechał do Portugalii i został zawodnikiem Varzim SC. W sezonie 2000/2001 awansował do pierwszej ligi i grał w niej półtora roku, a w styczniu 2003 wypożyczono go do drugoligowego GD Chaves. W międzyczasie Varzim spadło do drugiej ligi i w rozgrywkach tych António występował przez kolejne cztery sezony, a latem 2007 zasilił szeregi lizbońskiego CF Os Belenenses. W sezonie 2007/2008 był stamtąd wypożyczony do Estreli Amadora.
W 2008 roku Mendonça wrócił do Varzim SC, a w 2009 roku wrócił do Anglii, gdzie grał w zespołach GD Interclube, Primeiro de Agosto, Santos FC, Onze Bravos oraz ponownie w Santosie. W 2014 roku zakończył karierę.
| Sezon   | Klub               | Kraj       | Rozgrywki     | Mecze | Bramki |
| ------- | ------------------ | ---------- | ------------- | ----- | ------ |
| 1999    | Primeiro de Agosto | Angola     | Girabola      | ?     | ?      |
| 1999/00 | Varzim SC          | Portugalia | Liga de Honra | 11    | 1      |
| 2000/01 | Varzim SC          | Portugalia | Liga de Honra | 30    | 10     |
| 2001/02 | Varzim SC          | Portugalia | Primeira Liga | 28    | 2      |
| 2002/03 | Varzim SC          | Portugalia | Primeira Liga | 3     | 0      |
| 2002/03 | GD Chaves          | Portugalia | Liga de Honra | 15    | 0      |
| 2003/04 | Varzim SC          | Portugalia | Liga de Honra | 32    | 4      |
| 2004/05 | Varzim SC          | Portugalia | Liga de Honra | 28    | 2      |
| 2005/06 | Varzim SC          | Portugalia | Liga de Honra | 29    | 2      |
| 2006/07 | Varzim SC          | Portugalia | Liga de Honra | 28    | 4      |
| 2007/08 | CF Os Belenenses   | Portugalia | Primeira Liga | 5     | 0      |
| 2007/08 | Estrela Amadora    | Portugalia | Primeira Liga | 9     | 1      |
| 2008/09 | Varzim SC          | Portugalia | Liga de Honra | 17    | 6      |

## Kariera reprezentacyjna
W reprezentacji Angoli Mendonça zadebiutował 24 kwietnia 1999 roku w wygranym 2:1 towarzyskim meczu ze Malawi. W 2006 roku został powołany przez selekcjonera Gonçalvesa do kadry na Mistrzostwa Świata w Niemczech. Tam był podstawowym zawodnikiem zespołu i wystąpił we wszystkich trzech grupowych meczach: z Portugalią (0:1), z Meksykiem (0:0) i z Iranem (1:1). W 2008 roku znalazł się w drużynie na Puchar Narodów Afryki 2008.